# ویکسترومیا
ویکسترومیا (نام علمی: Wikstroemia) نام یک سرده از تیره مازریونیان است.